# Milieubescherming
Met milieubescherming doelt men op het streven om het milieu te beschermen en de activiteiten die daarmee samenhangen. Milieubescherming in zijn moderne westerse vorm bestaat ongeveer 100 jaar, maar kreeg rond 1970 een enorme impuls.
Over milieubescherming bestaan verschillende opvattingen, evenals over de vraag hoe het concreet gestalte moet krijgen. De dominante aanpak is om het milieu veilig te stellen via wetgeving. Daarnaast wordt gestreefd naar alternatieve, meer duurzame vormen van omgang met het milieu, zoals via zuiniger gebruik van natuurlijke hulpbronnen. Ook natuurbescherming rekent men er wel toe. Per land kan de aanpak zeer uiteenlopen.
Milieubescherming is grotendeels een taak van de overheid, waartoe dan wetgeving, beleid en milieubeheer gerekend worden. In veel landen zijn speciale ministeries voor milieu. Naast de overheid spelen particuliere organisaties een essentiële rol. Een bekende organisatie is Greenpeace, en in Nederland zijn Milieudefensie, Natuur & Milieu en de Provinciale Milieufederaties actief. Sommige organisaties zijn activistisch van aard (milieuactivisme), andere zijn op overheidsbeïnvloeding gericht via lobbyen en overleg.